# Piabarchus
Piabarchus és un gènere de peixos de la família dels caràcids i de l'ordre dels caraciformes.

## Taxonomia
- Piabarchus analis (Eigenmann, 1914)[2]
- Piabarchus torrenticola (Mahnert & Géry, 1988)[3][4][5][6][7][8][9][10]